# Latastia siebenrocki
Latastia siebenrocki (довгохвоста ящірка Зібенрока) — вид ящірок родини ящіркових (Lacertidae). Ендемік Гвінеї. Вид названий на честь австрійського герпетолога Фрідріха Зібенрока.

## Поширення і екологія
Довгохвості ящірки Зібенрока відомі за типовим зразком, зібраним, ймовірно, в околицях Конакрі.